# 冠耳霉
冠耳霉（学名：Conidiobolus coronatus）是属于虫霉目新月霉科耳霉属的一种真菌，寄生在蚜科、毛蠓科、叶蝉科等昆虫上，并广布于各种植物的腐烂组织甚至活组织。该种分布于中国、印度、日本、以色列、澳大利亚、坦桑尼亚、尼日利亚、喀麦隆、科特迪瓦、乍得、美国、墨西哥、古巴、巴西、百慕大、法国、瑞士、瑞典、捷克、比利时、波兰等地。